# Louis Hynes
Louis Hynes (Oxford, Inglaterra, 9 de outubro de 2001) é um ator britânico. Ele é mais conhecido por interpretar Klaus Baudelaire no seriado do Netflix, A Series of Unfortunate Events.

## Biografia
Nascido em Oxford, Inglaterra, Reino Unido, Louis Hynes teve como seu primeiro papel profissional interpretando Franzl na peça teatral "Intermezzo", produzida por Bruno Ravello no Garsington Opera, em 2015. Ele também interpretou o jovem Alaric em um docudrama do canal History chamado "A Rebelião dos Bárbaros", que foi ao ar em 2016.
Em janeiro de 2016, revelaram que Hynes foi chamado para interpretar o Klaus Baudelaire numa adaptação televisiva de Desventuras em Série, que estava sendo produzida pela Netflix, Lemony Snicket: Desventuras em Série. A série foi lançada em janeiro de 2017, e a atuação de Hynes foi bem receptiva. O seriado foi renovado para uma segunda temporada, com Hynes confirmado no elenco.
Em 2020 foi convidado para interpretar o mordomo Vlad, na série The Great (Hulu, por Nick O'Hagan e Dean O'Toole).

## Filmografia

### Televisão
| Ano       | Título                                          | Papel                 | Notas                      |
| --------- | ----------------------------------------------- | --------------------- | -------------------------- |
| 2017-2019 | Lemony Snicket's A Series of Unfortunate Events | Klaus Baudelaire      | Protagonista; 25 episódios |
| 2017      | The Saint                                       | Simon Templar (jovem) | Filme para TV              |
| 2016      | A Rebelião dos Bárbaros                         | Alaric (jovem)        | 2 episódios                |
| 2020      | The Great                                       | Vlad                  | 1ª Temporada               |